# سعد البزاز
سعد عبد السلام البزاز الخزرجي (ولد في الموصل، العراق في 18 أبريل 1952) هو رجل أعمال وكاتب عراقي يعيش في لندن.
خاله وزير الإعلام السابق شاذل طاقة، عُيّن مديرا للمركز الثقافي العراقي في لندن، وفي زمن الرئيس العراقي صدام حسين عُيّن مديرا لوكالة الأنباء العراقية ومن ثم أصبح مديرا للإذاعة والتلفزيون العراقية، ومن ثم أصبح نائبا ًلـعدي صدام حسين في نقابة الصحفيين العراقيين. غادر العراق في تشرين الأول/أكتوبر 1992 وأسّس في لندن جريدة الزمان، ذات الأنتشار الواسع النطاق، وهو رئيس منظمة إنسانية مقرها في دبي، أسّس قناة الشرقية منتصف شهر مايو عام 2004، ولها مكاتب في بغداد ودبي ولندن وعمان.

## وصلات خارجية
موقع قناة الشرقية